# Manassas Park Police Department
Le Manassas Park Police Department (MPPD), est le service de police de la ville de Manassas Park, en Virginie.
Il emploie actuellement un peu plus de 50 personnes (sans compter les bénévoles civils), et couvre une zone de 6,5 km2.

## Organisation et structure de commandement

### Organisation (Unités et divisions)

#### Investigation Services Division
La ISD enquête sur les crimes qui ont été commis à Manassas Park et dont l'intervention du MPPD n'a pas abouti à l'arrestation immédiate du ou des suspects. Elle assure le suivi de tous types d'incidents qui nécessitent une investigation poussée. Les détectives affectés à cette unité mènent divers types d'enquêtes allant des crimes mineurs aux crimes les plus graves. Elle est dirigée par le Detective Frank D. Winston.
Les détectives travaillent en étroite collaboration avec les autres agences de police de la région (Manassas, Prince William County, Regional Narcotic Task Force, Northern Virginia Regional Gang Task Force, District of Columbia Internet Crimes Against Children Task Force).

#### Patrol Division
La patrol division (division de patrouille) est la plus importante division du département. Ses agents patrouillent 24 heures sur 24, 7 jours sur 7, dans les rues de Manassas Park. Elle est divisée en quatre équipes chacune travaillant en permanence douze heures par jour. Chaque équipe est dirigée par un lieutenant ou un sergent. Ceux-ci sont responsables de trois sous-officiers placés sous leur aile. Les principaux rôles de la Patrol Division sont de répondre aux appels d’urgence, fournir une assistance policière aux citoyens de Manassas Park en cas de besoin, procéder à des enquêtes préliminaires, et préserver la paix tout en prévenant la criminalité. En plus de cela, elle s'occupe également de la circulation dans la ville. Le service de police répond à environ 25 000 appels chaque année.

#### Collaboration
La police travaille en étroite collaboration avec les autres agences de la région, la Northern Virginia Regional Gang Task Force, et la Prince William Area Gang Response Intervention Team (G.R.I.T.).

### Structure de commandement
Le chef de la police John Evans dirige actuellement les services de police, il est assisté par deux chefs civils (Communication et Administration), et par son adjoint.
Le MPPD compte également deux capitaines, et plusieurs sous-officiers.